# Chi Cú lợn
Chi Cú lợn, tên khoa học Tyto, là một chi chim trong họ Tytonidae.

## Các loài
Nguồn:
- Tyto alba (Scopoli, 1769)
- Tyto almae[3] Jønsson et al., 2013
- Tyto aurantia (Salvadori, 1881)
- Tyto capensis (A. Smith, 1834)
- Tyto delicatula Gould, 1837
- Tyto deroepstorffi (Hume, 1875)
- Tyto glaucops (Kaup, 1852)

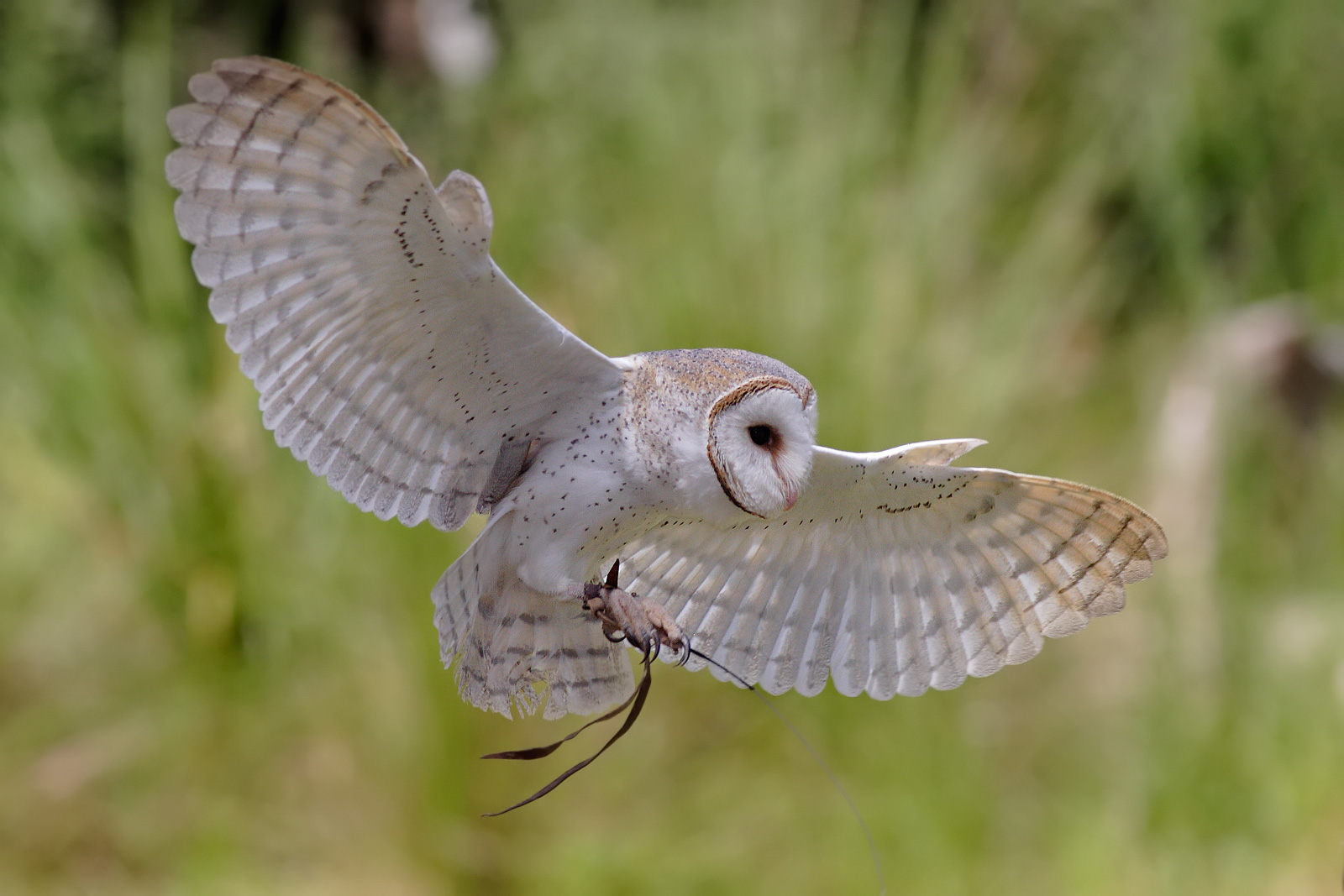
Tyto novaehollandiae.

- Tyto inexspectata (Schlegel, 1879)
- Tyto longimembris (Jerdon, 1839)
- Tyto manusi Rothschild & Hartert, 1914
- Tyto nigrobrunnea Neumann, 1939
- Tyto novaehollandiae (Stephens, 1826)
- Tyto rosenbergii (Schlegel, 1866)
- Tyto sororcula (P. L. Sclater, 1883)
- Tyto soumagnei (A. Grandidier, 1878)
- Tyto tenebricosa (Gould, 1845)

Các loài đã tuyệt chủng
- Tyto balearica Mourer-Chauviré, Alcover, Moyà e Pons, 1980
- Tyto cavatica Wetmore, 1920
- Tyto gigantea Ballmann, 1973
- Tyto jinniushanensis Hou, 1993
- Tyto letocarti Balouet e Olson, 1989
- Tyto mourerchauvireae Pavia, 2004
- Tyto neddi Steadman e Hilgartner, 1999
- Tyto noeli Arredondo, 1972
- Tyto ostologa Wetmore, 1922
- Tyto pollens Wetmore 1937
- Tyto riveroi Arredondo, 1972
- Tyto sanctialbani (Lydekker, 1893)